# Odette Toulemonde
Odette Toulemonde ist eine französisch-belgische romantische Filmkomödie aus dem Jahr 2007 mit Catherine Frot und Albert Dupontel in den Hauptrollen. Der Film ist das Regiedebüt von Éric-Emmanuel Schmitt, der, basierend auf seinem Werk Odette Toulemonde und andere Geschichten (frz.: Odette Toulemonde et autres histoires), auch das Drehbuch schrieb.
Der Film kam am 7. Februar 2007 in die französischen Kinos und avancierte mit 0,8 Millionen Kinobesuchern zu einem finanziellen Erfolg. In der Schweiz startete der Streifen am 18. Oktober 2007, in Deutschland am 25. Oktober 2007 und in Österreich am 1. November 2007.

## Handlung
Die seit zehn Jahren verwitwete Mittvierzigerin Odette Toulemonde arbeitet als Verkäuferin in der Kosmetikabteilung eines Kaufhauses im belgischen Charleroi. Gemeinsam mit ihren zwei erwachsenen Kindern, der arbeitslosen und stets missgelaunten Tochter Sue Helen und deren kaum zu ertragenem Freund Polo, sowie dem geliebten schwulen Sohn Rudy, einem Friseur mit ständig wechselnden Geschlechtspartnern, lebt sie auf engstem Raum in einer kleinen Mietwohnung. Um das spärliche Gehalt aufzubessern, arbeitet sie gelegentlich abends als Näherin für ein Theater.
Kraft und Erholung findet sie in den Schnulzenromanen des Bestsellerautors und Frauenhelden Balthazar Balsan, den sie leidenschaftlich verehrt, da er ihren tristen Alltag bereichert. Während einer Signierstunde seines neuen Buches begegnet sie völlig aufgeregt ihrem gelangweilten und frustrierten Lieblingsautor. Dieser zeigt sich völlig desinteressiert an seinen zumeist älteren Leserinnen. Mit einer kleinen Widmung im Buch reist die bescheidene Odette dennoch glücklich heim und verfasst auf Anraten Rudys einen glühenden Verehrerbrief, den sie ihrem großen Idol in den nächsten Tagen persönlich überreicht.
Der verheiratete Balsan, dessen jüngstes Buch von der Rezension vernichtend bewertet wurde, genießt alle angenehmen Vorzüge einer irdischen Existenz. Die Großstadt mit all ihrem Glanz und Glamour sowie seine großzügige Pariser Wohnung, die von einer eigenen Hausangestellten bewirtschaftet wird, prägen sein Leben. Dennoch ist er, seines künstlerischen Talentes unsicher, unglücklich. Zudem ist er äußerst sensibel und empfänglich für Kritik. Voller Zweifel nach seinem in Kritikerkreisen verrissenen Werk bemerkt er, dass seine ihm langsam entfremdete Frau ihn öffentlich mit seinem schärfsten Widersacher, einem Literaturkritiker, betrügt; während sein junger Sohn sich wünscht, nicht dem Clan des renommierten Schriftstellers anzugehören. In dieser trostlosen, von Selbstzweifeln geprägten Phase verliert der verschmähte Künstler jeglichen Lebensmut und fällt in eine tiefe Depression. Nach einem gescheiterten Selbstmordversuch fasst der Autor neue Courage und flüchtet auf der Suche nach Glück aus der Psychiatrie.
Balsan versucht sich selbst zu therapieren, entsinnt sich seiner Fanpost und taucht unangemeldet bei der erstaunten Odette auf, die ihn bereitwillig ein paar Tage in ihrem beengten Heim aufnimmt. Es ist bereits ihr drittes Aufeinandertreffen, doch der Trost suchende Schreiber kann sich nicht an die vorangegangenen Begegnungen erinnern. Die einfache Frau, die glücklich und voller Optimismus ihr Leben meistert, fasziniert den Literaten. Er fasst neuen Lebensmut und verliebt sich schließlich in Odette, die ihn jedoch freundlich aber bestimmt abweist, obwohl sie ihrerseits Gefühle für ihn hegt. Insgeheim wünscht sie sich eine Liebesbeziehung, doch der große gesellschaftliche Unterschied lässt sie zweifeln.
Doch die Bekanntschaft mit dem bekannten Schriftsteller bleibt auch für Odette nicht ohne Folgen. Sie wird zum Ziel diverser Eifersüchteleien ihrer Kolleginnen. Im von Balthazar finanzierten Kurzurlaub plant sie, ihrer großen Liebe ein glückliches Leben zu ermöglichen und lädt dazu seine getrennt lebende Frau zur Versöhnung ein, doch ihr Vorhaben scheitert. Der Erfolgsautor zieht Odette seiner Frau vor. Von einem Schwächeanfall ans Krankenbett gefesselt, empfängt sie am Ende des Films ihren Balthazar Balsan, der ihr in den letzten Szenen liebevoll sein neues Werk „Das Glück der anderen“ widmet.

## Kritiken
„Mit ebenso fantastischen wie amüsanten Wendungen kokettiert die romantische Komödie mit dem Alltagsmief eines spießigen Mittelstands und nimmt diesen aufs Korn. Dabei funktioniert die konstruierte Geschichte jedoch nur in Ansätzen und bleibt allzu oft so schal wie jene Spießigkeit, die sie überwinden will.“

„Mit grenzenloser Sympathie für seine Heldin […] schuf er ein flirrendes Universum zwischen Realismus und Verzauberung, in dem Frauen fliegen können, Jesus an der Straßenecke bettelt und kitschige Motivtapeten zum Leben erwachen. Es ist Herbst, die Sonne steht tief, und die Herzen werden schwer – genau die richtige Zeit für diese wundersame Alltagspoesie, die Sentimentalitäten nicht scheut.“

## Auszeichnungen
Hauptdarstellerin Catherine Frot wurde 2008 für den César nominiert.